# Lea Drinda
Lea Drinda (* 2001 in Jena) ist eine deutsch-spanische Schauspielerin.

## Werdegang
Lea Drinda wurde in Jena geboren. Ihre Eltern sind Ärzte, die beide am Universitätsklinikum Jena tätig waren.
Sie begann ihre schauspielerische Tätigkeit 2017 in dem an der HFF München entstandenen Kurzfilm Die letzten Kinder im Paradies. Erste Nebenrollen in Fernsehserien hatte sie im Jahr 2019 in den öffentlich-rechtlichen Produktionen Die Pfefferkörner und Letzte Spur Berlin. Ihre erste Hauptrolle spielte Drinda als „Babsi“ in der Fernsehserie Wir Kinder vom Bahnhof Zoo. Zu Beginn der Dreharbeiten im Jahr 2019 war sie mit 17 Jahren das jüngste Mitglied der Hauptbesetzung. Parallel zum Dreh machte sie ihr Abitur und entschied, vorerst mit Schauspielerei ihren Lebensunterhalt zu verdienen. Neben diversen Nebenrollen in TV-Produktionen übernahm Drinda die Hauptrolle in der Coming-of-Age-Serie Becoming Charlie (ZDF, 2022), wofür sie mit dem Hessischen Fernsehpreis ausgezeichnet wurde. 2024 verkörperte sie die namensgebende Wanda in der Serie Where's Wanda? bei Apple TV+.
Drindas zweite Muttersprache ist Valencianisch. Sie wohnt in Berlin. Sie ist eine Enkelin des Schauspielers Horst Drinda.

## Rezeption
Zur Veröffentlichung von Wir Kinder vom Bahnhof Zoo schrieb Carsten Heidböhmer im Stern, dass „das gesamte Schauspielensemble, darunter Lena Urzendowsky, Lea Drinda und Michelangelo Fortuzzi, überragende Darbietungen“ abliefere. Auch Peter Körte von der FAZ hob das Spiel von Urzendowsky, Drinda und Fortuzzi hervor und resümierte, dass diese „noch überzeugender wirken als Jana McKinnon in der Rolle der Christiane F.“ Sowohl Tobias Rapp vom Spiegel als auch Andreas Bernard von der Zeit fühlten sich von Drindas Spiel an die junge Jean Seberg erinnert. Bernard urteilte, dass Drinda „das verlorene großbürgerliche Mädchen Babsi mit einer atemberaubenden […] Intensität“ spiele.

## Filmografie
- 2017: Die letzten Kinder im Paradies (Kurzfilm)
- 2019: Die Pfefferkörner (Fernsehserie, Folge 16x07 Entenjagd)
- 2019: Letzte Spur Berlin (Fernsehserie, 2 Folgen)
- 2021: Check. Check (Fernsehserie, Folge 3x01 Schon wieder für immer Berlin)
- 2021: Wir Kinder vom Bahnhof Zoo (Fernsehserie, 8 Folgen)
- 2021: Theresa Wolff – Home Sweet Home (Fernsehfilmreihe)
- 2021: Mysterium (8 Kurzfilm-Folgen)[11]
- 2022: Stralsund – Wilde Hunde (Fernsehfilmreihe)
- 2022: Alle wollen geliebt werden
- 2022: Becoming Charlie (Fernsehserie, 6 Folgen)
- 2022: Das Märchen vom Frosch und der goldenen Kugel (Fernsehfilm)
- 2023: Der Greif (Fernsehserie, 6 Folgen)
- 2023: Wer wir sind (Fernsehserie, 6 Folgen)
- 2024: BOOM (Fernsehfilm)
- 2024: Nachts im Paradies (Fernsehserie)
- 2024: Where’s Wanda? (Fernsehserie)
- 2025: Callas, Darling
- 2025: In die Sonne schauen

## Auszeichnungen
- 2022: Hessischer Fernsehpreis in der Kategorie „beste schauspielerische Leistung“ für die Hauptrolle in Becoming Charlie[12]
- 2022: New Faces Award als „Beste Nachwuchsschauspielerin“[13]